# 多環式化合物

天然のテルペンであるコレステロール。ステロイドは、4つの環を含む。

多環式化合物 (たかんしきかごうぶつ、英語: Polycyclic compound) は、主に炭素で構成された複数の閉じた環を持つ環式化合物である。環には、シクロアルカンやベンゼン環、その他がある。環同士の結合の仕方には、ビアリル等の連結型、アントラセンやステロイド等の融合型、スピロ化合物等の単原子結合型、ロンギホレン等の架橋型等がある。いくつの環があれば多環式 (polycyclic) というかについては、決まっていない。二環式化合物や三環式化合物等、環の数が少ないものは、その数を付して呼ばれる。

5つの環を持つベンゾピレン

人工の多環式化合物パゴダン

全てが複素環の10個の環を持つ天然化合物のブレベトキシンA

一般的に、多環式化合物には、多環芳香族炭化水素の他、複数の環を持つ複素環式芳香族化合物も含む。